# Parnassius
Parnassius Latreille, 1804, è un genere di Lepidotteri appartenente alla famiglia Papilionidae.

È certamente uno dei generi più ricercati dai collezionisti di tutto il mondo e forse il più analizzato dai tassonomisti, ragion per cui la mole di dati reperibile in letteratura è notevole.

Nel corso degli anni sono stati condotti parecchi studi per approfondire meglio le relazioni tra le specie all'interno del taxon, analizzando anche il DNA mitocondriale e creando alberi cladistici spesso conflittuali tra loro, a seconda del marcatore genetico considerato. Ad esempio Omoto et al., (2004) studiarono il gene mitocondriale ND5, di 777 bp, in un gran numero di specie di Parnassius; Katoh et al., (2005) presero invece in considerazione l'RNA ribosomiale 16S dei mitocondri, di 504 bp, ed il gene per la subunità 1 dell'enzima NADH deidrogenasi, di 469 bp, in un numero di specie più ridotto. Al momento, tuttavia, non si dispone ancora di dati chiari, definitivi e non controversi riguardo alla tassonomia del genere Parnassius; va per altro aggiunto che i risultati emersi hanno portato ad un numero di specie abbastanza simile a quello descritto in passato, basandosi sulle sole differenze morfologiche (e.g. Hancock, 1983).

Il numero di specie appartenenti a questo genere varia tra un minimo di 43 ed un massimo di 56 a seconda dell'autore preso in considerazione, ma va sottolineato che alcune specie presentano notevoli similarità anatomiche.

Sono stati pubblicati negli anni parecchi testi dettagliati e checklists su questo genere (e.g. Weiss, 1991-2005; Tshikolovets, 1998-2003); questi lavori offrono sovente immagini ad alta definizione, accurati disegni anatomici, mappe a colori e danno un'idea esauriente della variabilità morfologica delle specie trattate.

## Adulto
Le colorazioni degli adulti possono variare notevolmente, così come la morfologia, da una specie all'altra, sia in relazione alla latitudine, sia alla quota altimetrica. In talune specie è frequente una forma di adattamento definito "melanismo altitudinale", grazie al quale una maggior presenza di pigmenti sul corpo e sulla parte basale delle ali, permette all'animale di scaldarsi più velocemente assorbendo la radiazione solare. A differenza di quanto si può notare in altri Papilionidi, non sono presenti "code" sulle ali posteriori.

### Identificazione delle specie
Le specie del genere Parnassius sono spesso difficili da identificare, ed in taluni casi può essere necessario procedere alla dissezione dei genitali ed al successivo riconoscimento dei processi al binoculare (come avviene per altre famiglie, vedi ad esempio Erebidae, Geometridae e Noctuidae).

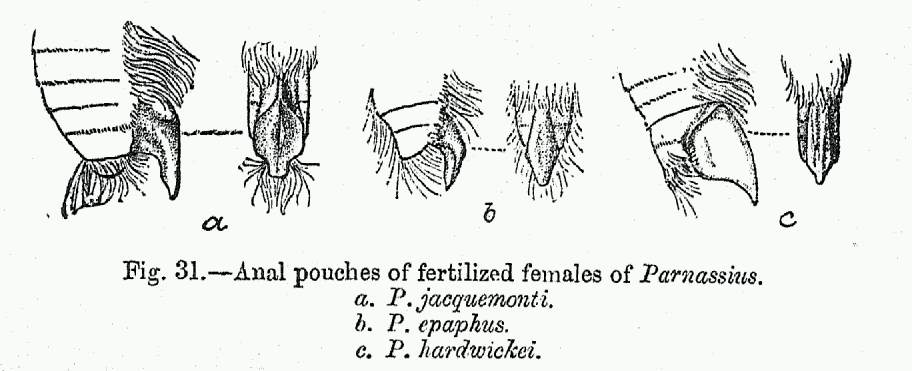
Differenze tra i genitali femminili di tre specie diverse

La strategia riproduttiva di queste specie è particolare: il maschio presenta speciali ghiandole accessorie, in grado di produrre, subito dopo l'accoppiamento, una sostanza colloidale che rapidamente indurisce formando una struttura definita "sphragis"; lo sphragis ha il compito di sigillare i genitali femminili, onde evitare ulteriori accoppiamenti che metterebbero a rischio la trasmissione del corredo cromosomico del maschio. È stato dimostrato che le maggiori dimensioni dello sphragis funzionano da deterrente per altri accoppiamenti, dal momento che la femmina appare meno "appetibile" da parte degli altri maschi. Anche la struttura fine, le dimensioni e la forma dei processi dello sphragis hanno valore sistematico, e possono essere utilizzate per riconoscere una specie dall'altra (Ehrlich A. H. & Ehrlich P. R., 1978).

## Uova
Le uova possono essere deposte singolarmente o a piccoli gruppi; è possibile rinvenirle anche durante l'inverno, a seconda della specie di appartenenza nonché delle caratteristiche climatiche dell'areale.

## Larva
I bruchi appartenenti a questo genere, come del resto anche quelli di altri Papilionidi, presentano la struttura detta osmeterium, situata posteriormente al capo. Nelle specie in cui le uova schiudono in tarda estate, le larve possono essere rinvenute durante tutto l'anno, anche in pieno inverno.

## Pupa
Le specie di questo genere si impupano dentro a bozzoli sericei, per cui la crisalide non è visibile all'esterno. La pupa non rappresenta necessariamente lo stadio con cui la specie supera l'inverno.

## Distribuzione e habitat
L'areale di questo taxon si estende, per la stragrande maggioranza delle specie, nella Regione Paleartica, ma comprende anche parte di quella Neartica (Weiss, 1991, 1995).
L'habitat corrisponde, con buona approssimazione, a pendii erbosi e ben esposti, collinari e montuosi, con altitudini molto variabili che raggiungono anche le vette himalayane.
Alcune nazioni europee proteggono con leggi speciali le Parnassius presenti sul territorio, come nel caso di P. mnemosyne, P. phoebus e P. apollo (Collins & Morris, 1985). In particolare la specie più nota, P. apollo, è ormai estinta in alcuni paesi dell'Europa, ma ben diffusa in altre zone dell'areale. Rappresenta l'unica specie di Parnassius tutelata dalla CITES, anche se numerose altre specie di questo genere sono in pericolo e necessitano di protezione immediata (Collins & Morris, 1985).
Anche per quanto riguarda l'Asia le specie di Parnassius più comuni si differenziano in parecchie sottospecie e popolazioni endemiche, a causa della peculiarità dell'habitat legato alle catene montuose; taluni di questi taxa sono pertanto da considerarsi estremamente vulnerabili, fino al rischio di estinzione. Tra queste specie vanno annoverate P. arcticus, P. ariadne, P. boedromius, P. cardinal, P. felderi, P. loxias, P. patricius, P. simo, P. simonius e più o meno tutte le specie tibetane; alcune di queste vengono censite nei Red Data Books relativi alla Russia, alla Yakutia o al Tagikistan (Dinets, 2002).
Di molte specie sono disponibili soltanto pochi reperti, e parecchie sono state rare per decenni persino nelle collezioni, come per esempio Parnassius autocrator, il cui areale si trova nella parte settentrionale del distretto dell'Hindukush in Afghanistan e nel Tagikistan (Weiss, 1991).

## Alimentazione
Le piante ospiti appartengono principalmente alle famiglie Crassulaceae and Papaveraceae.

## Tassonomia
Quello che viene proposto di seguito è un elenco di specie sicuramente non definitivo, per i motivi spiegati più sopra:
L'isolamento delle popolazioni di Parnassius in corrispondenza di molte catene montuose ha comportato il differenziamento in parecchie sottospecie, varietà e forme endemiche (e.g. Bryk, 1935).

## Sinonimi
Generalmente vengono riconosciuti otto sottogeneri all'interno di questo taxon elencati di seguito in ordine cronologico, come riportato da Bryk (1935), Häuser et al. (2005) e Savela (2005):
- Sottogenere Parnassius Latreille, 1804 (specie tipo: Papilio apollo Linnaeus, 1758)
- Sottogenere Koramius Moore, 1902 (specie tipo: Parnassius delphius Eversmann, 1840)
- Sottogenere Tadumia Moore, 1902 (specie tipo: Papilio acco Gray, 1852)
- Sottogenere Kailasius Moore, 1902 (specie tipo: Parnassius charltonius Gray, 1852)
- Sottogenere Eukoramius Bryk, 1935 (specie tipo: Parnassius imperator Oberthür, 1883)
- Sottogenere Lingamius Bryk, 1935 (specie tipo: Parnassius hardwickii Gray, 1831)
- Sottogenere Driopa Korshunov, 1988 (specie tipo: Papilio mnemosyne Linnaeus, 1758)
- Sottogenere Sachaia Korshunov, 1988 (specie tipo: Parnassius tenedius Eversmann, 1851)

Al contrario non vengono più considerati validi:
- Sottogenere Parnassis Hübner, 1819 (specie tipo: Papilio apollo Linnaeus, 1758)
- Sottogenere Therius Billberg, 1820 (specie tipo: Papilio apollo Linnaeus, 1758)
- Sottogenere Doritis Fabricius, 1807 (specie tipo: Papilio apollo Linnaeus, 1758)

Tutti questi nomi, assieme a pochi altri ormai desueti (per esempio  Erythrodriopa Korshunov, 1988; Adoritis Koçak, 1989; Quinhaicus Korshonov, 1990 e Kreizbergius Korshunov, 1990), vengono ad oggi considerati sinonimi di Parnassius (Munroe, 1961; Hesselbarth et al., 1995), per quanto vengano ancora utilizzati per comodità al fine di designare dei gruppi di specie, filogeneticamente o morfologicamente affini all'interno del genere (Omoto et al., 2004; Häuser et al., 2005). Va peraltro sottolineato che recenti trattazioni riguardo alla possibilità di raggruppare specie di Parnassius in sottogeneri, hanno portato alla stesura di checklist spesso non concordi sul numero delle specie comprese (Bryk, 1935; Weiss, 1991-2005; Tshikolovets, 1998-2003; Häuser et al., 2005).

## Iconografia

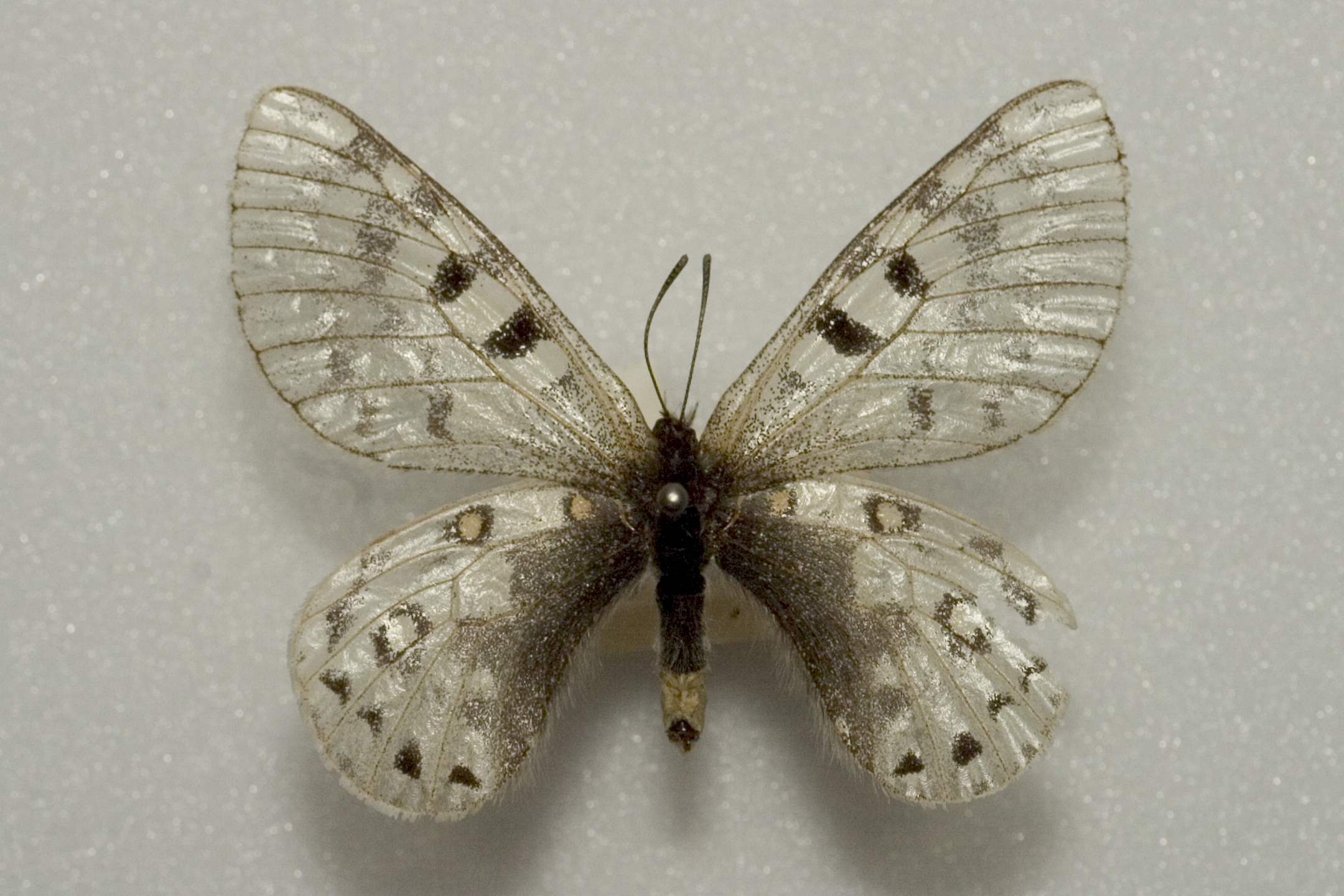
Parnassius acco
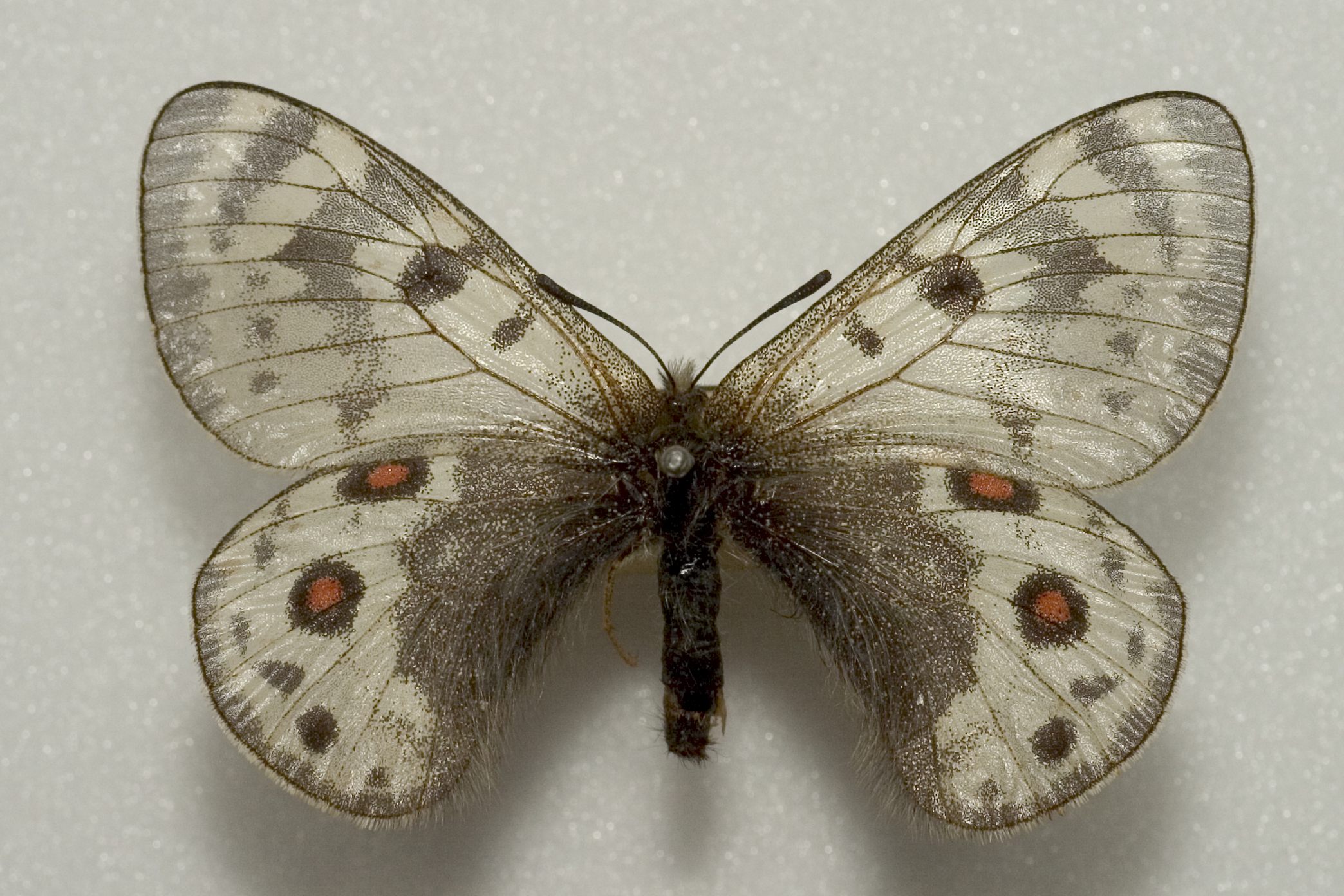
Parnassius acdestis
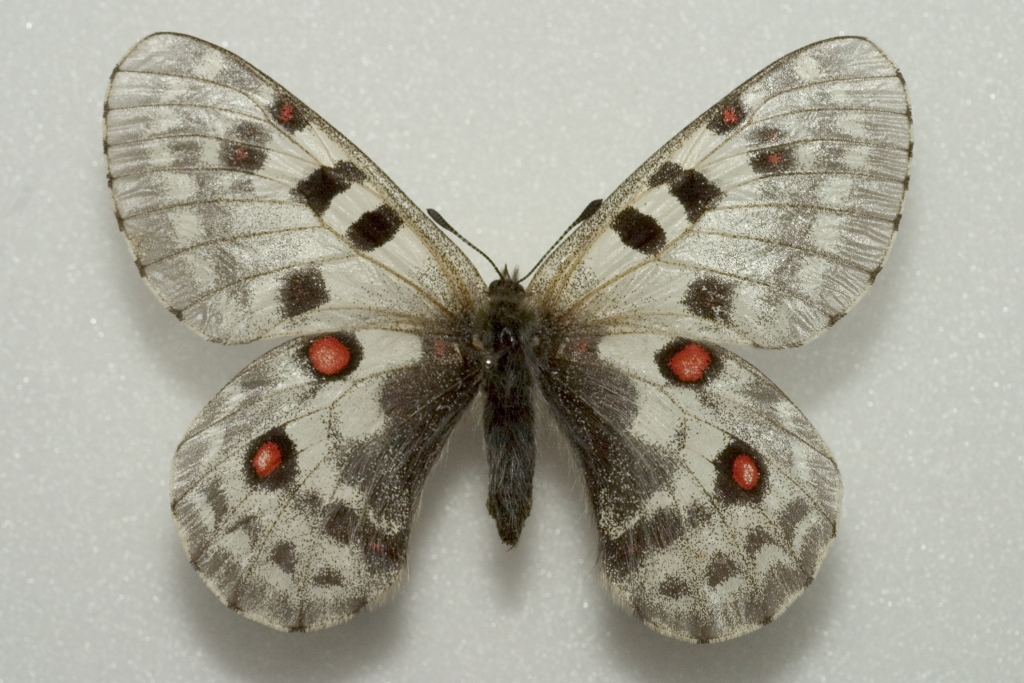
Parnassius actius
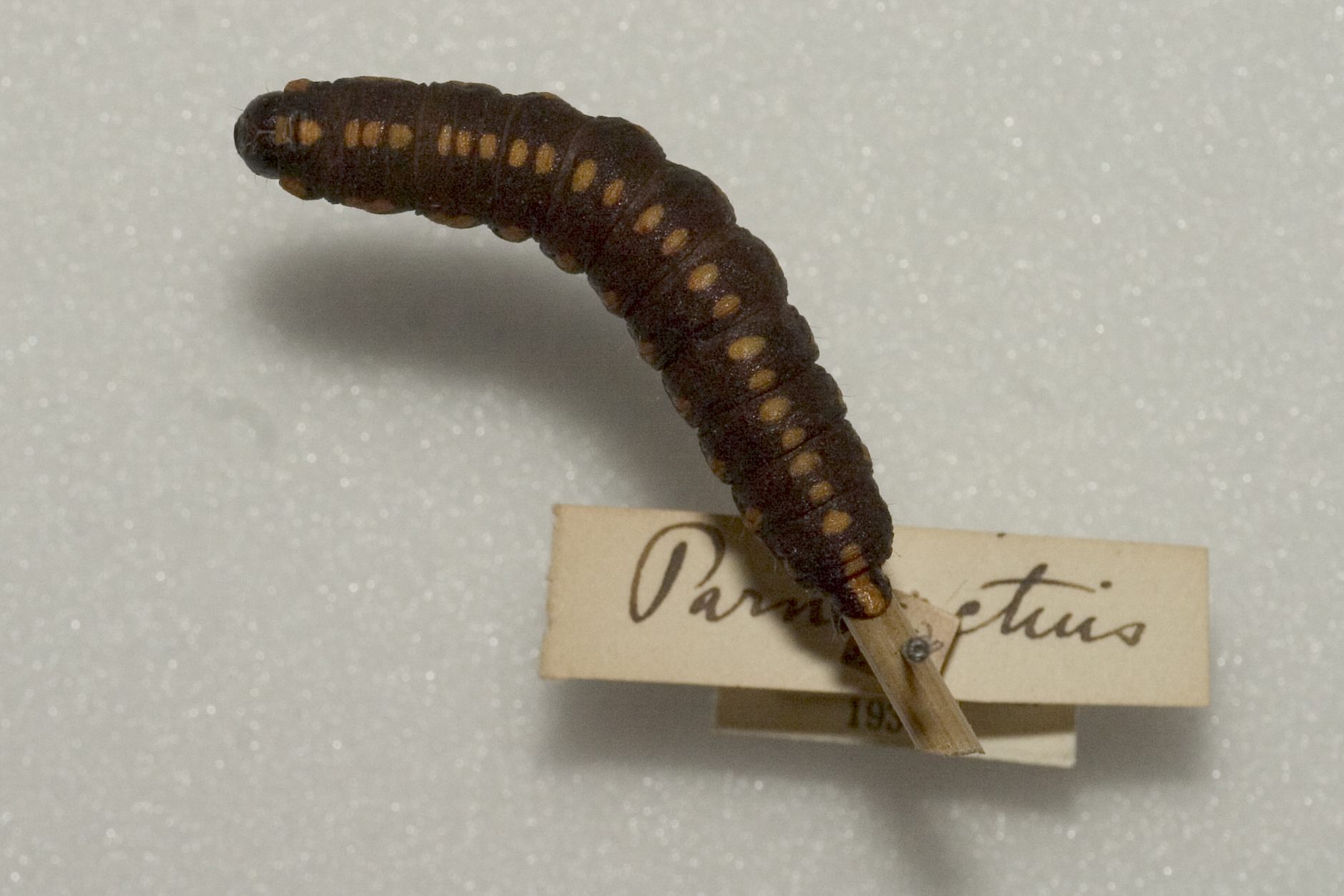
Larva di Parnassius actius
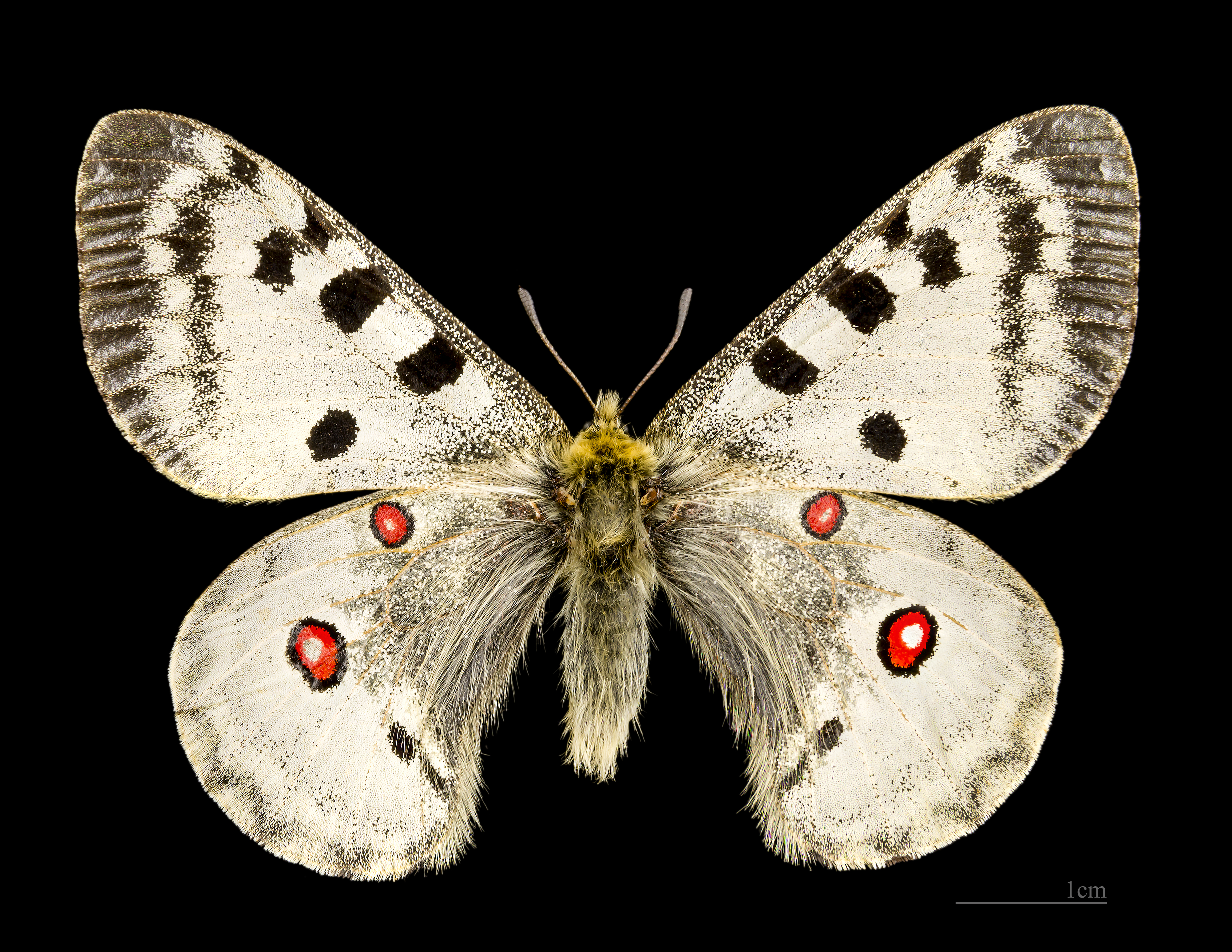
Parnassius apollo
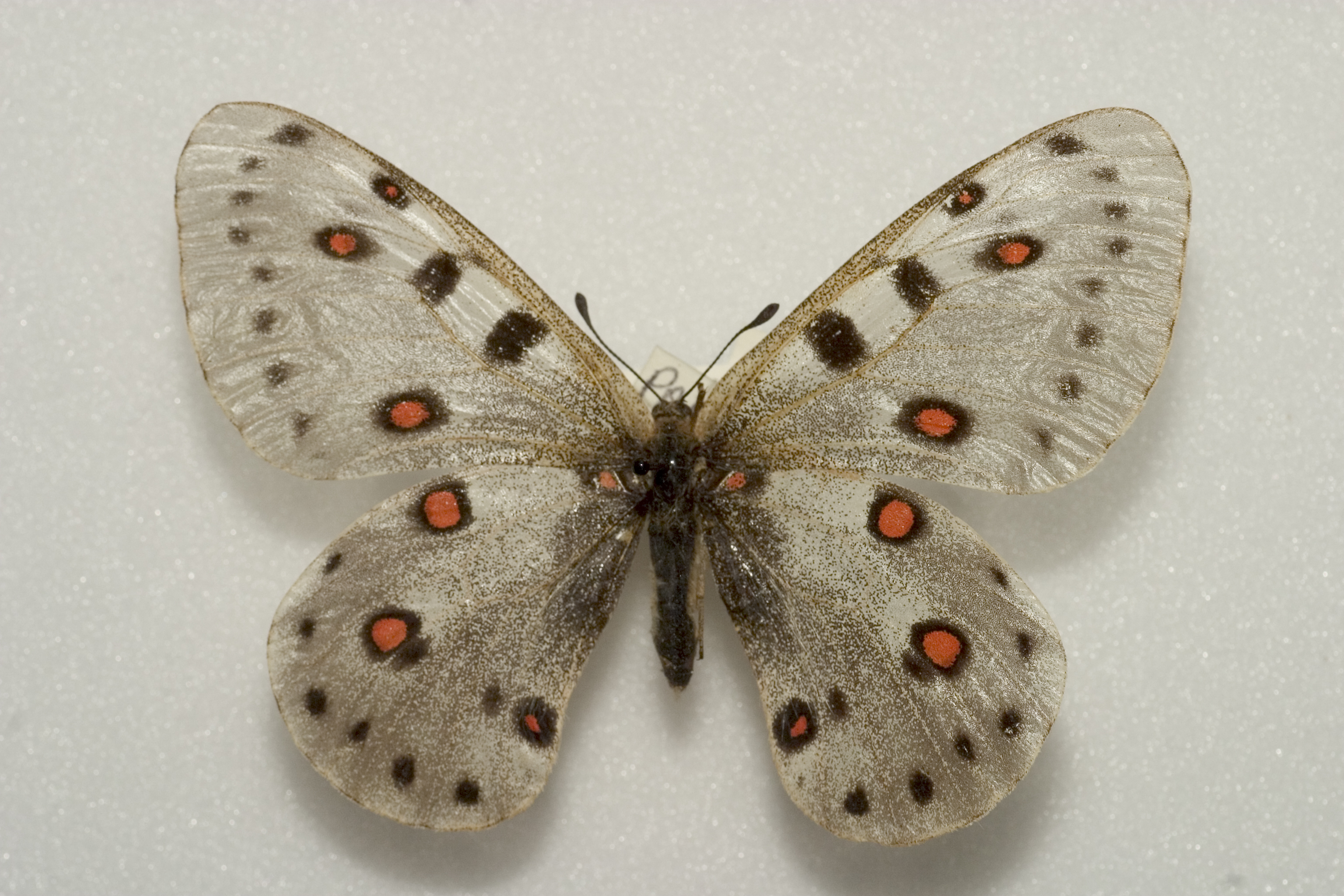
Parnassius apollonius
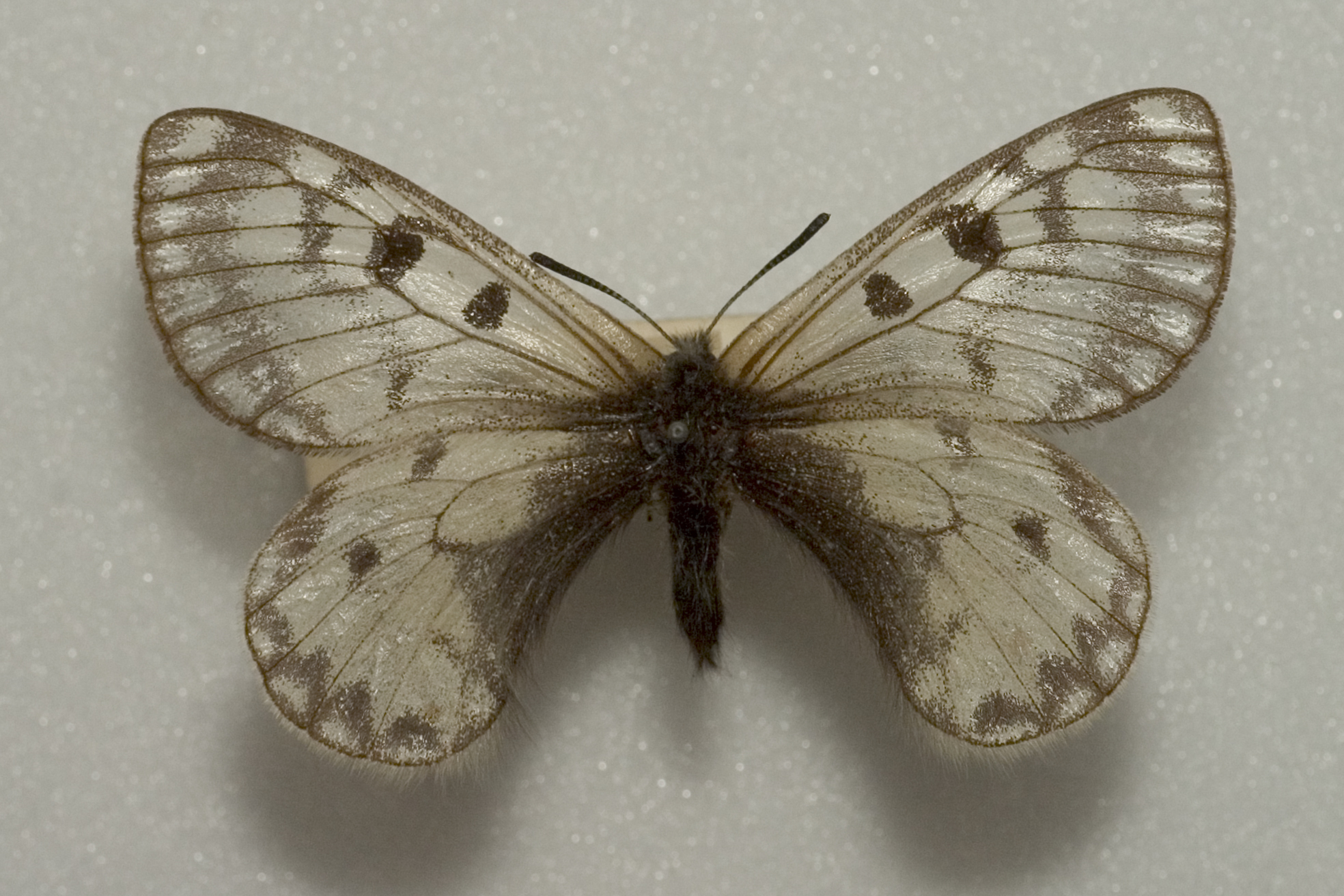
Parnassius boëdromius
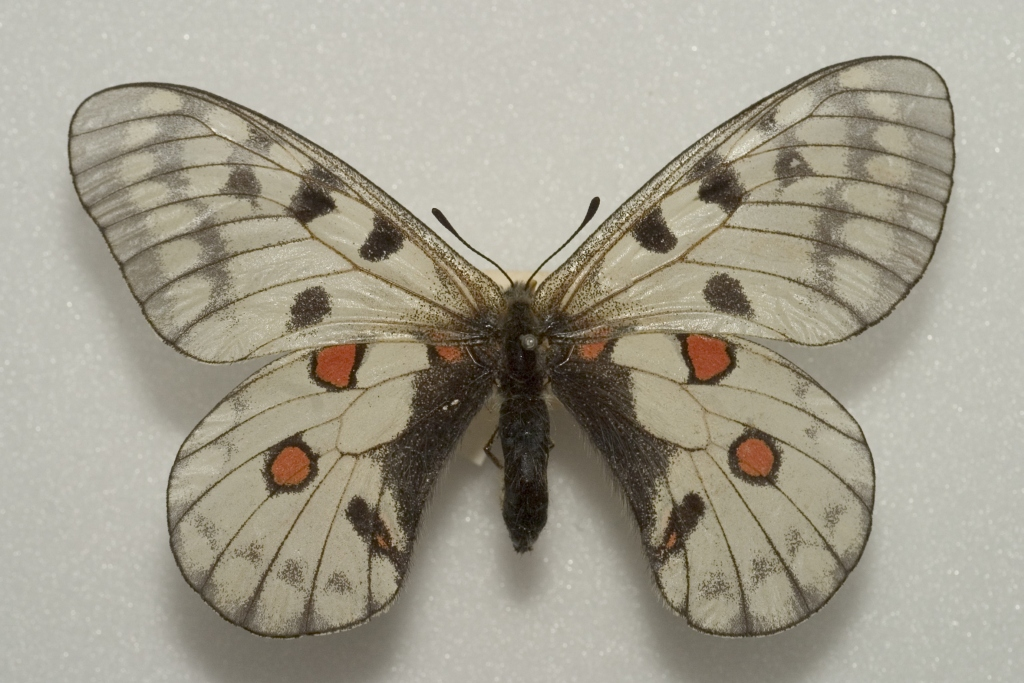
Parnassius bremeri
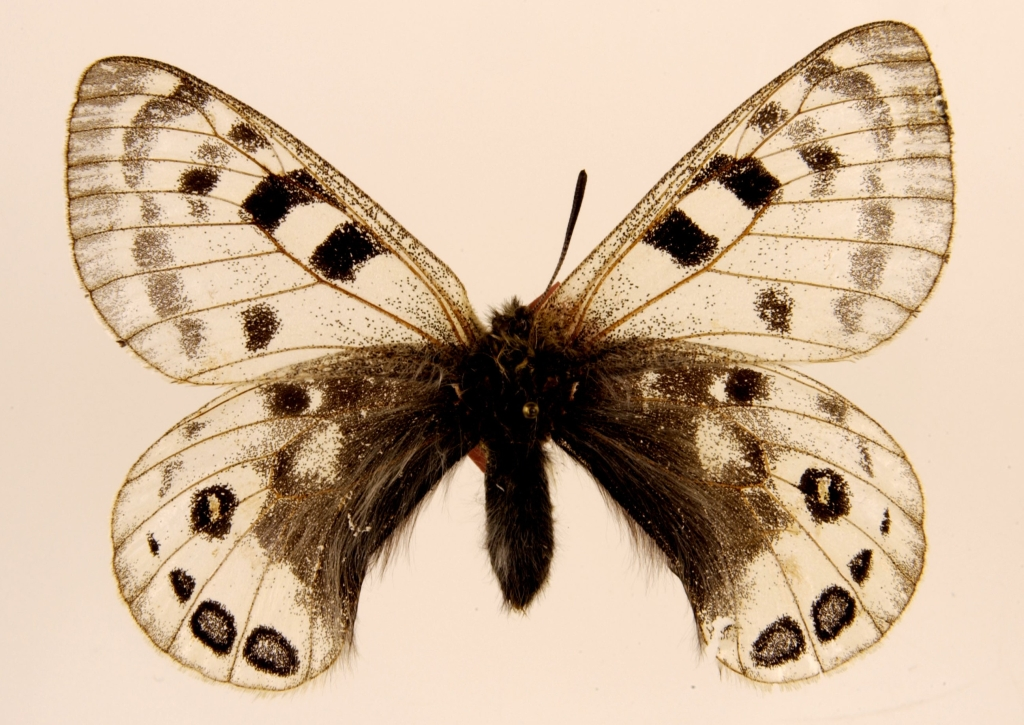
Parnassius cephalus
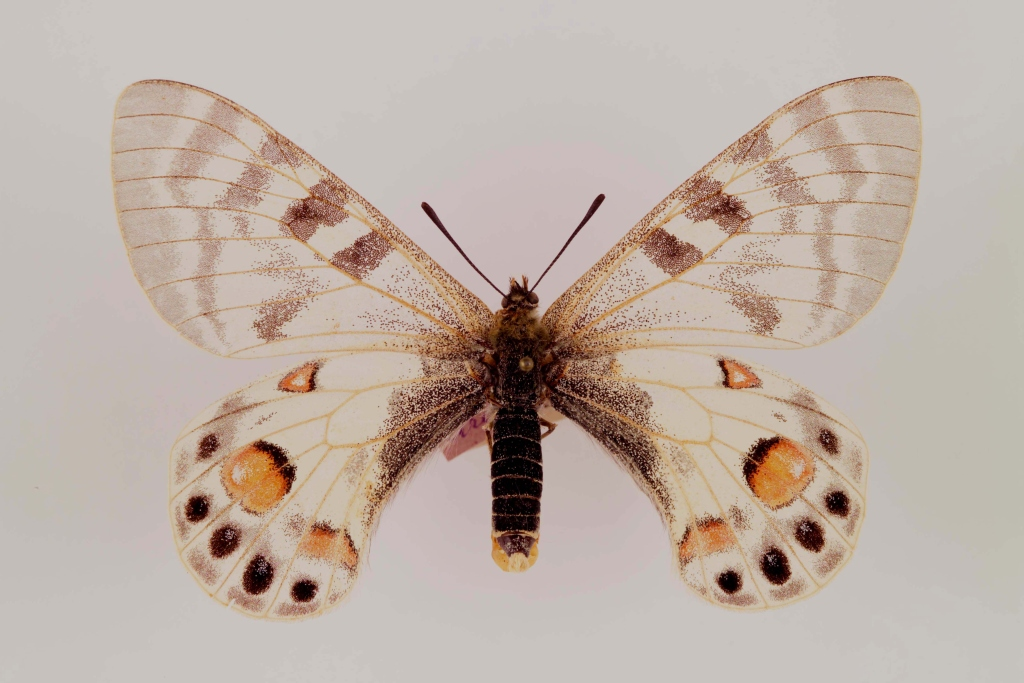
Femmina di Parnassius charltonius
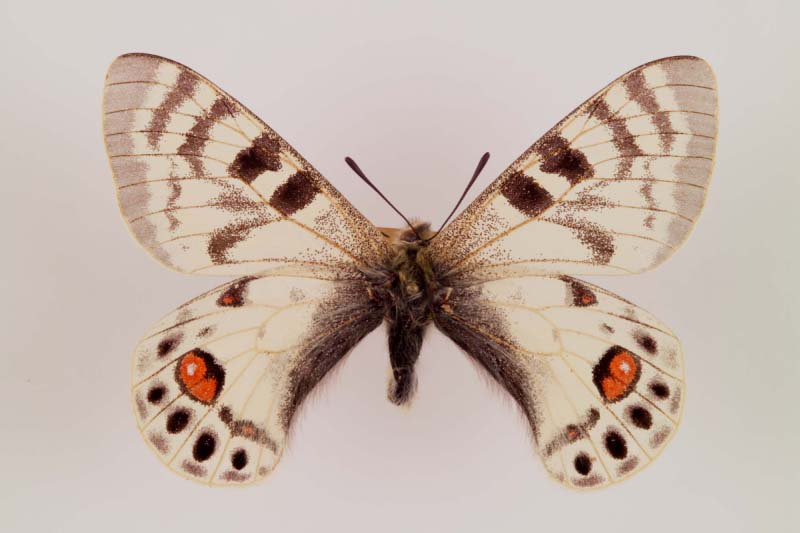
Parnassius charltonius
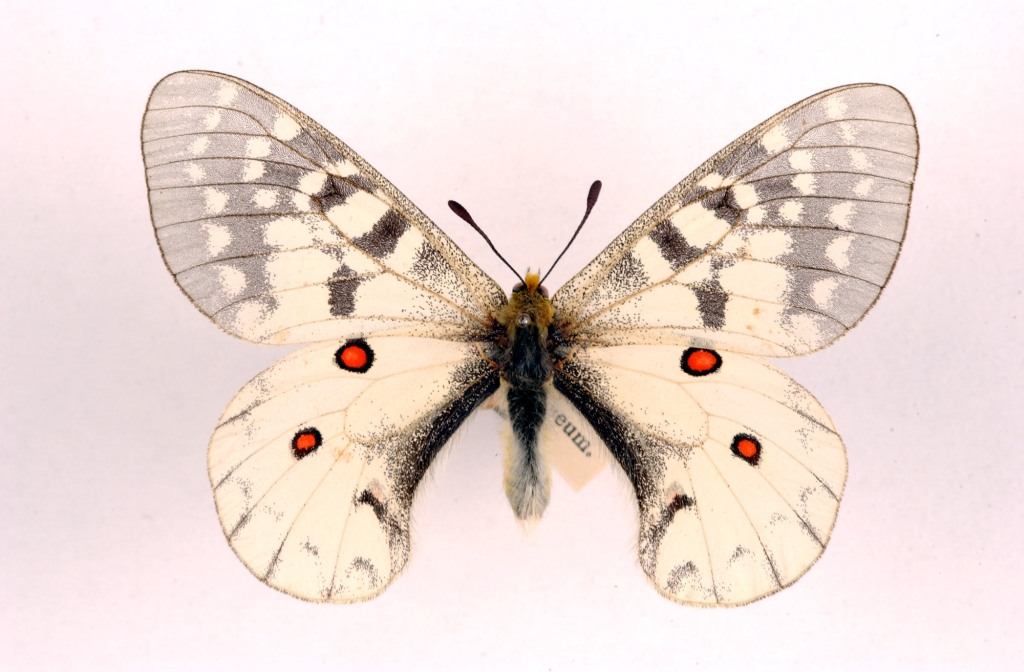
Parnassius clodius
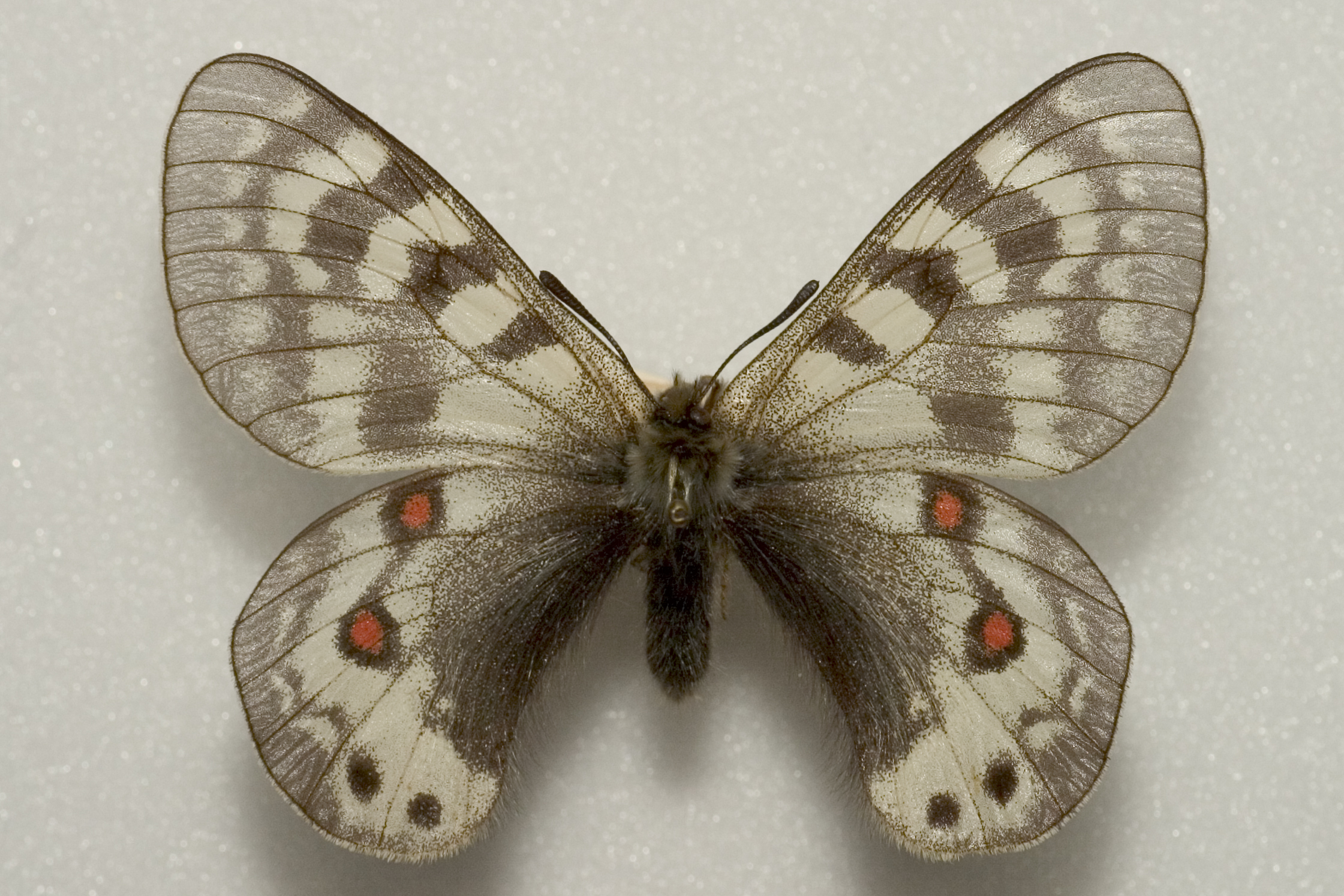
Parnassius delphius infernalis
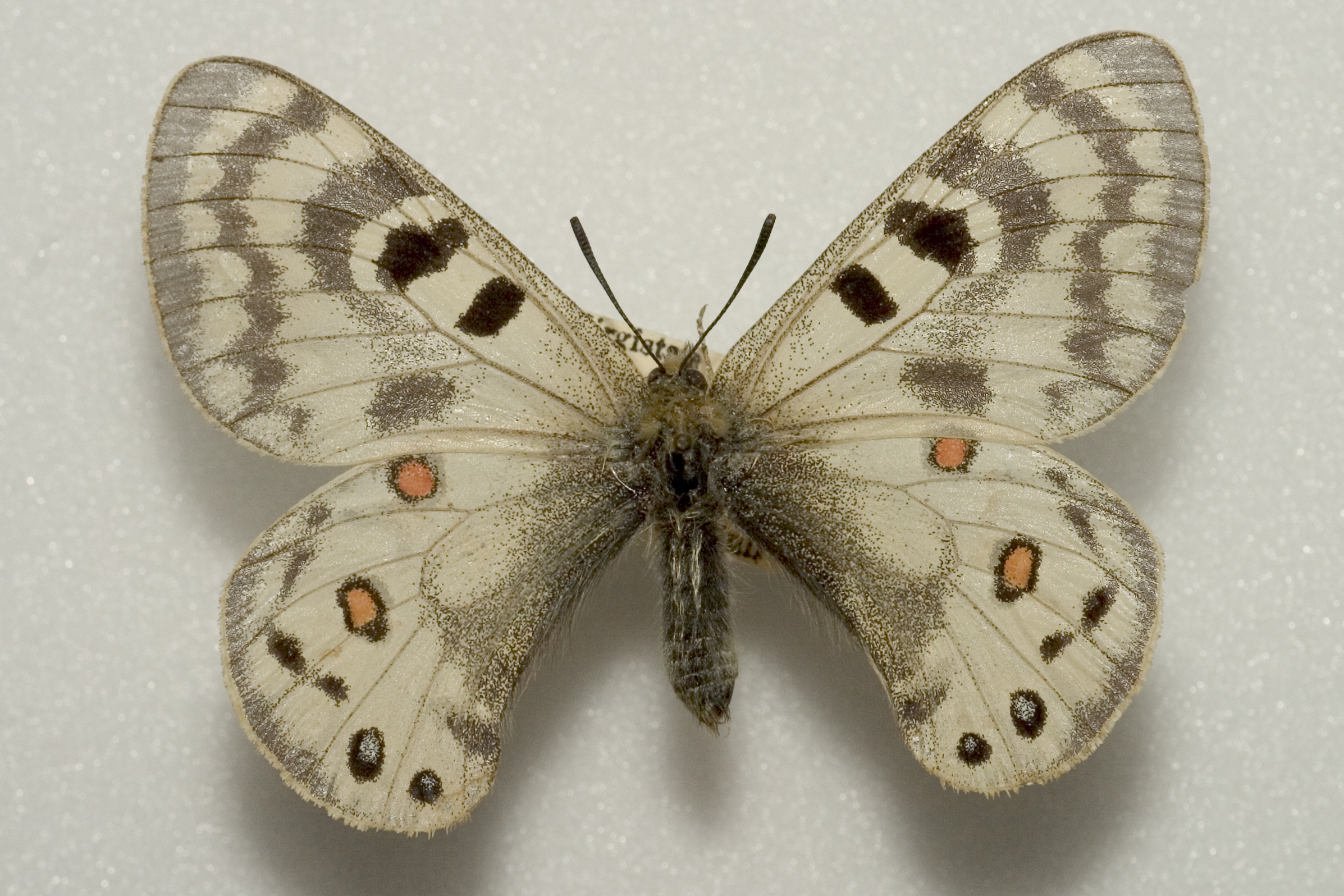
Parnassius delphius maximinus
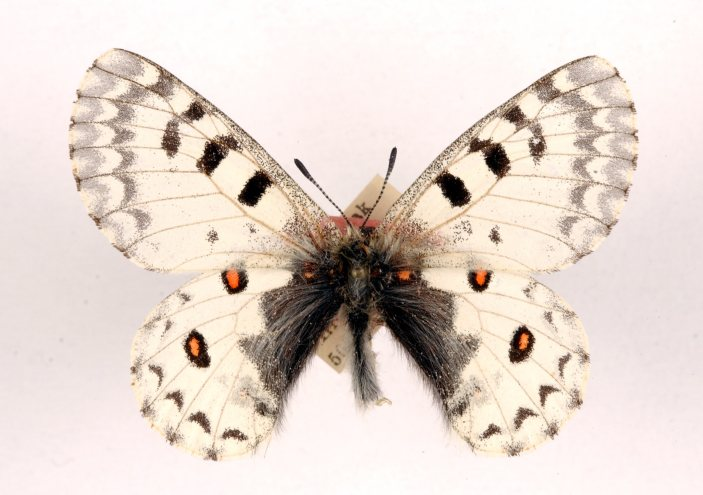
Parnassius epaphus
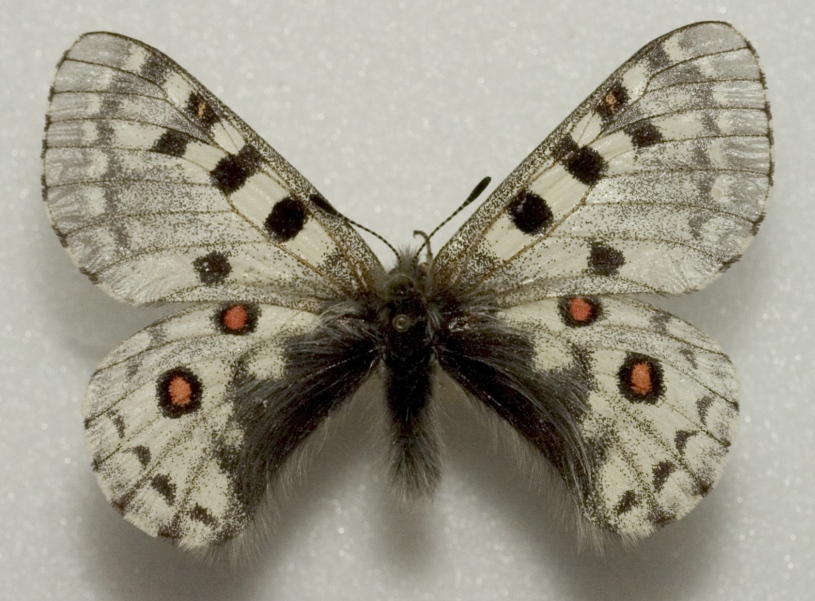
Parnassius epaphus abruptus
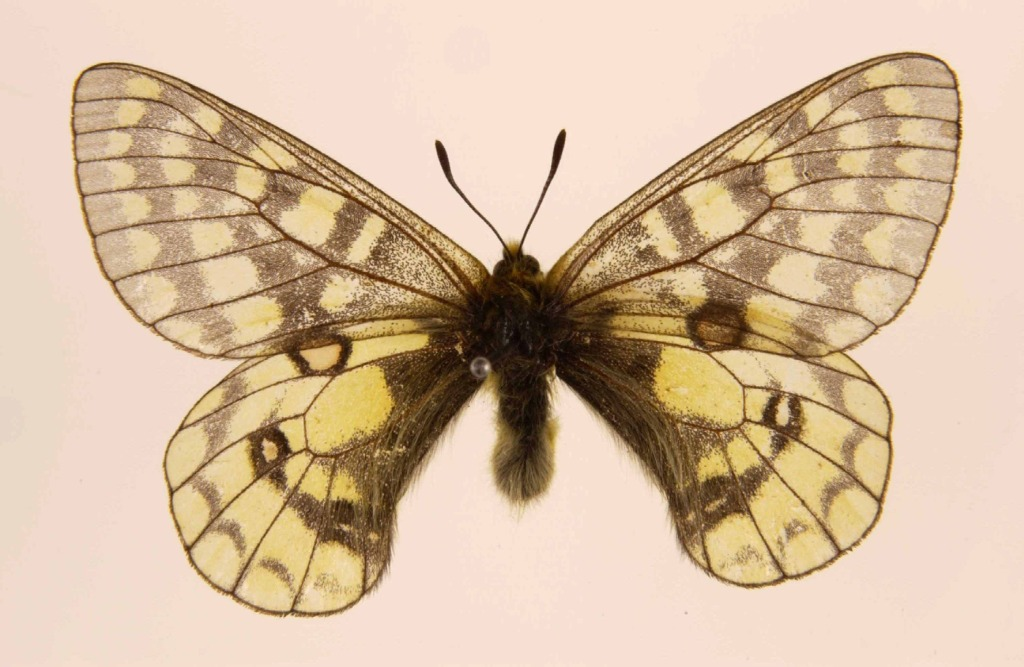
Parnassius eversmanni
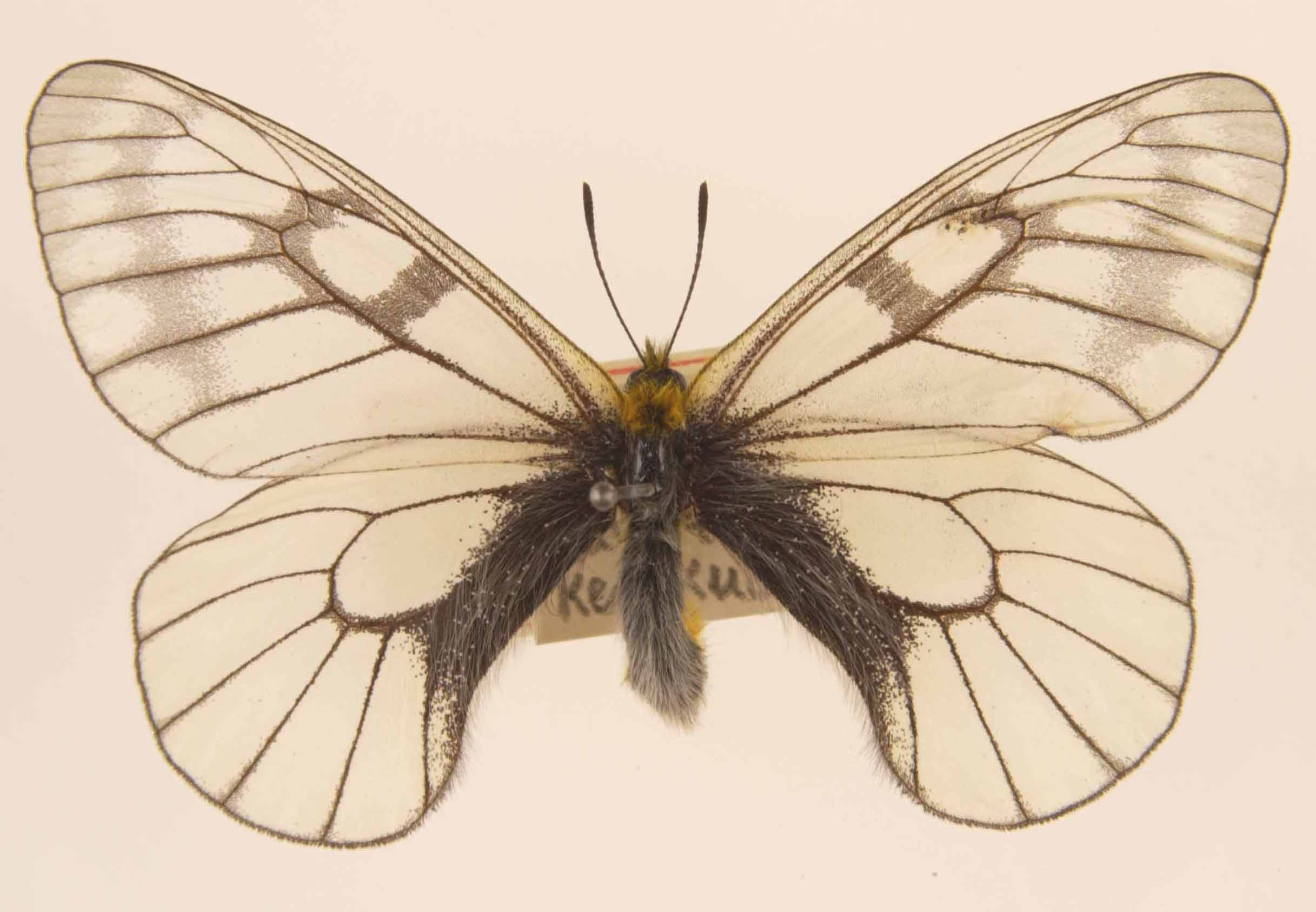
Parnassius glacialis
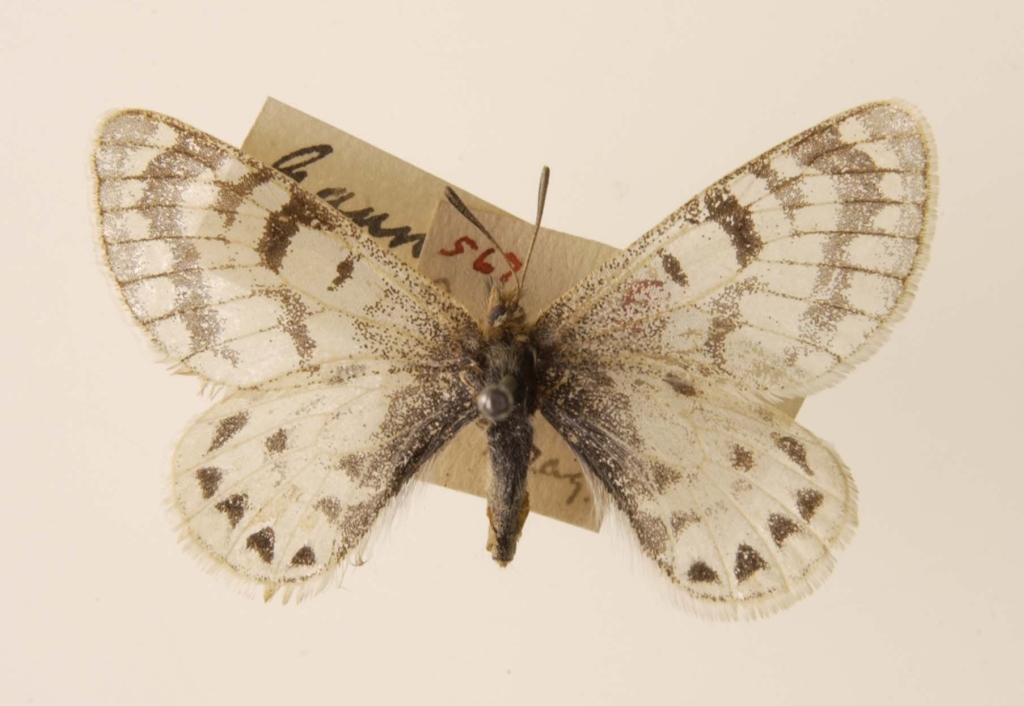
Parnassius hannyngtoni
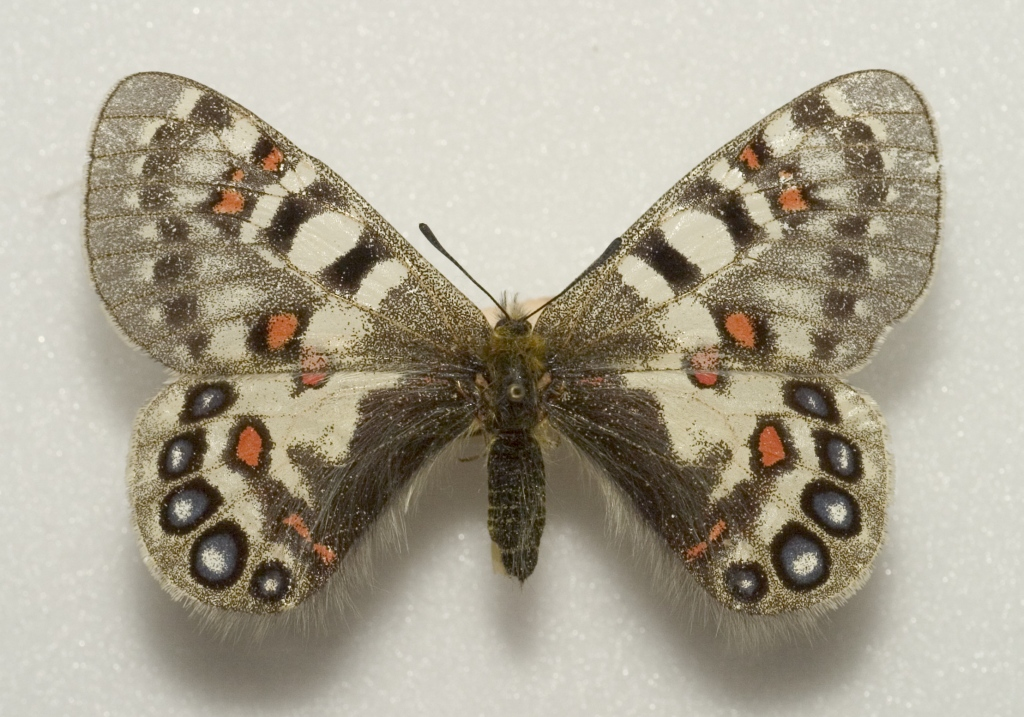
Parnassius hardwickii
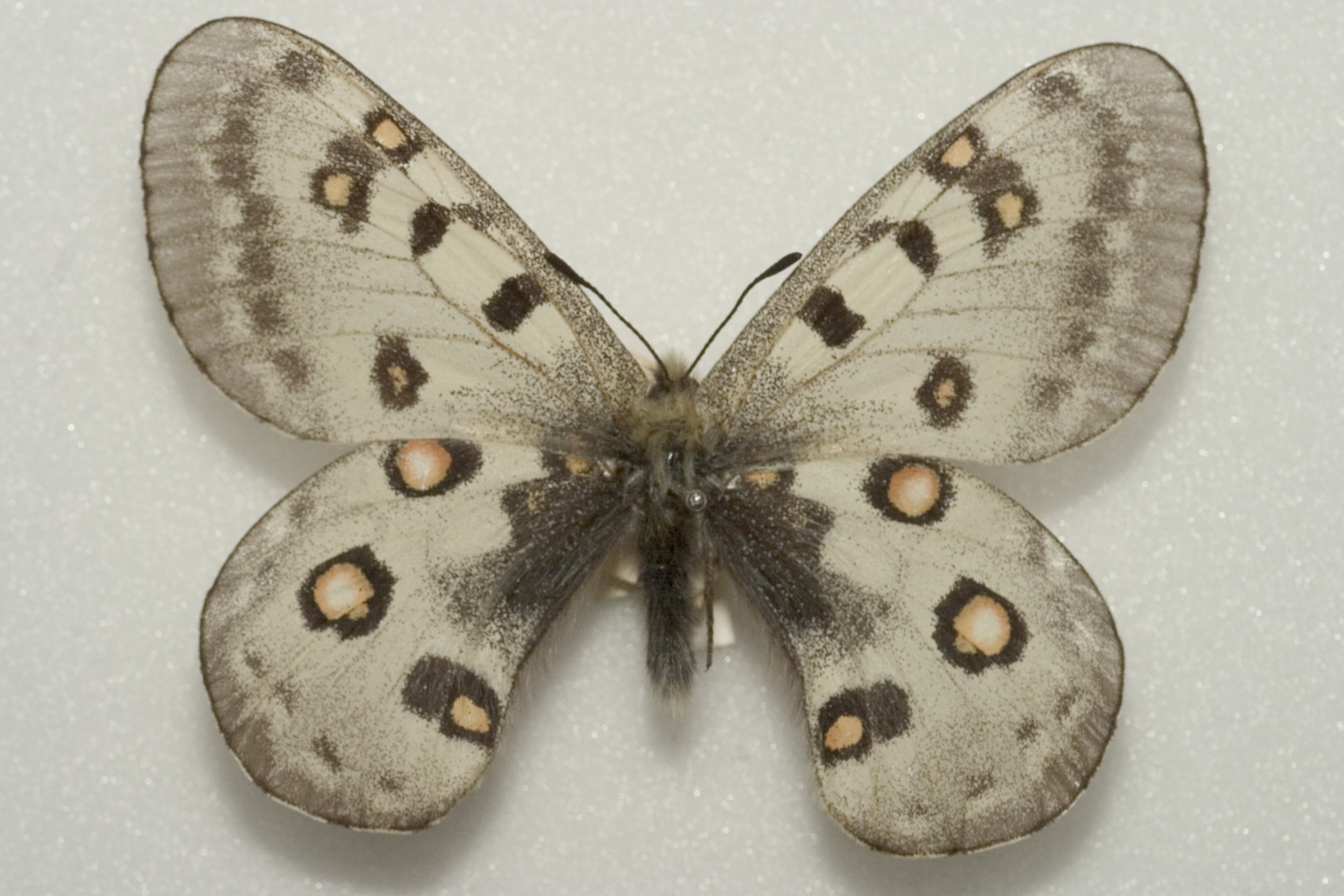
Parnassius honrathi
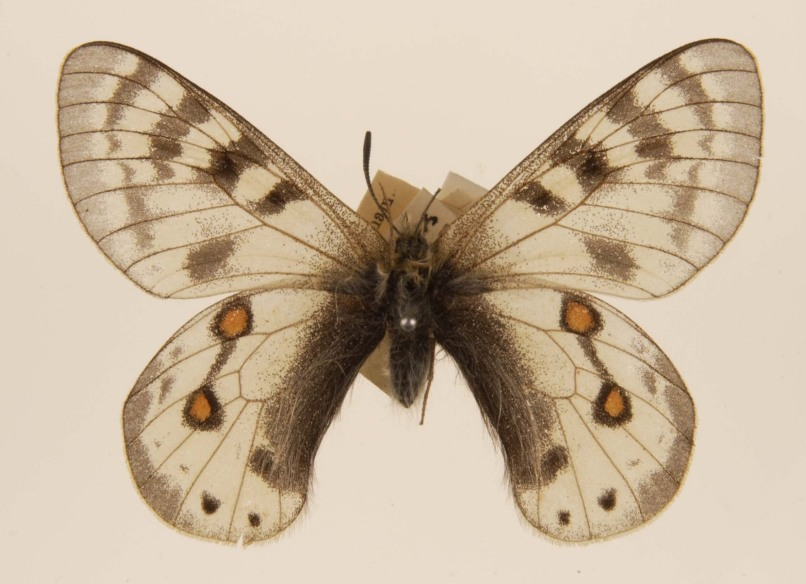
Parnassius hunza
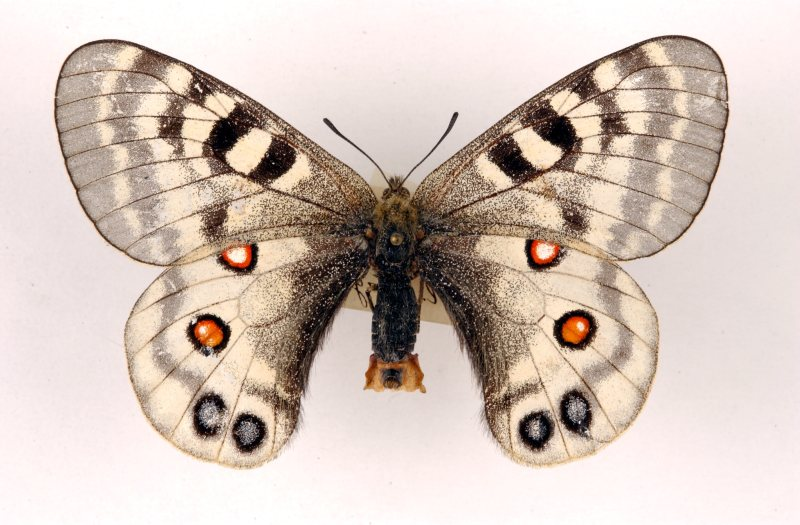
Parnassius imperator
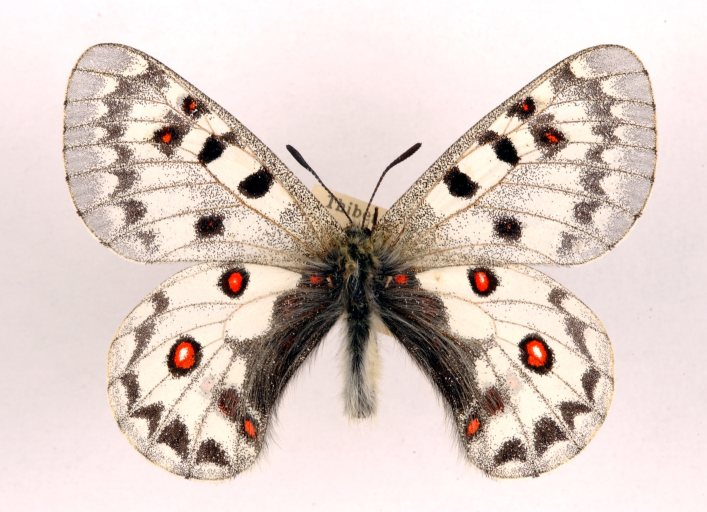
Parnassius jacquemontii
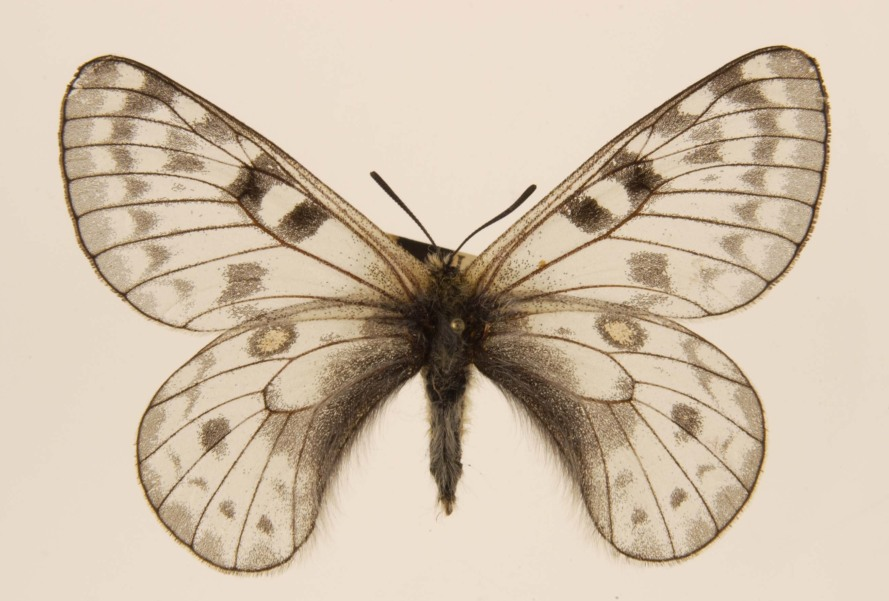
Parnassius maharaja
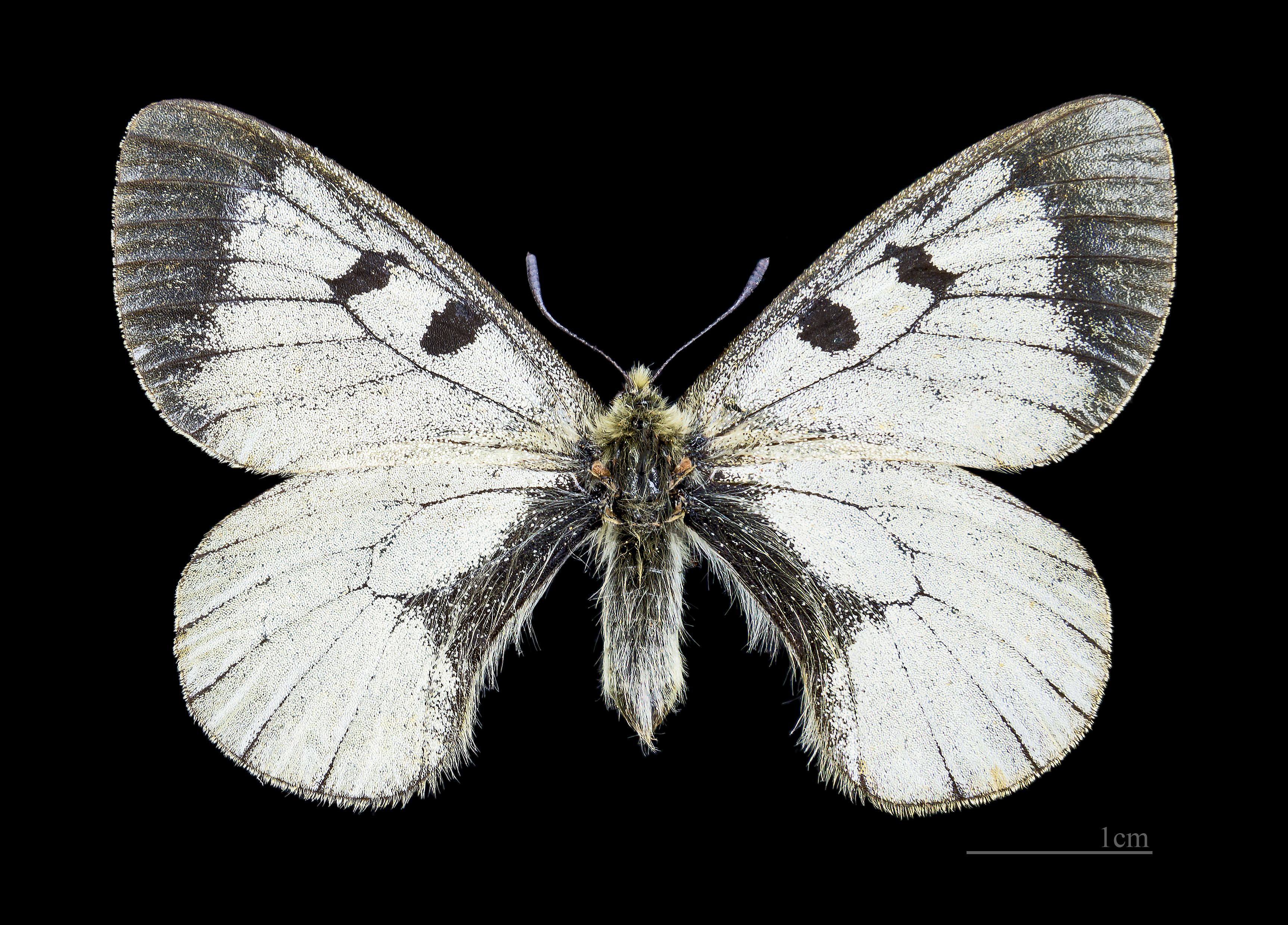
Parnassius mnemosyne
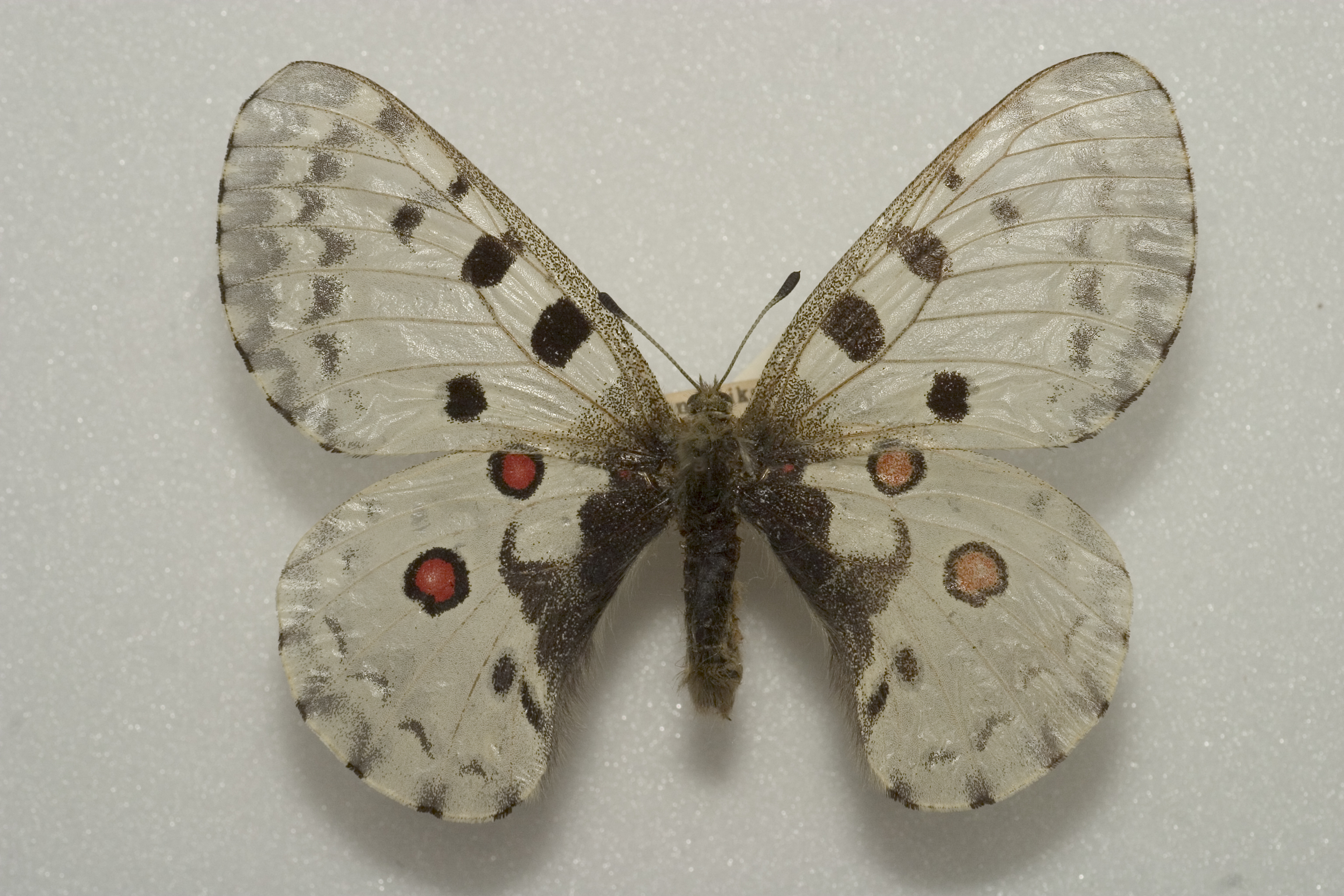
Parnassius nomion
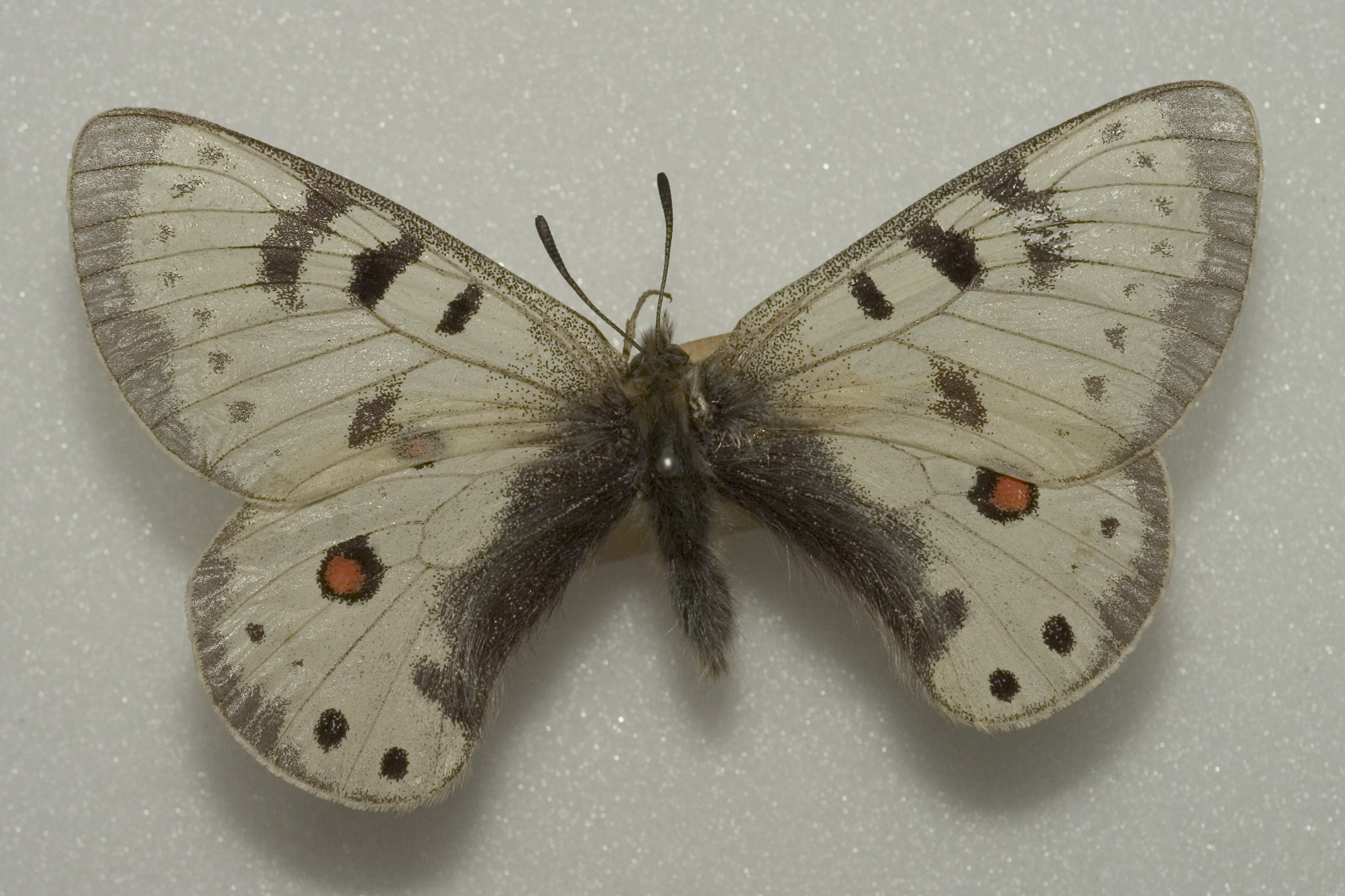
Parnassius nordmanni
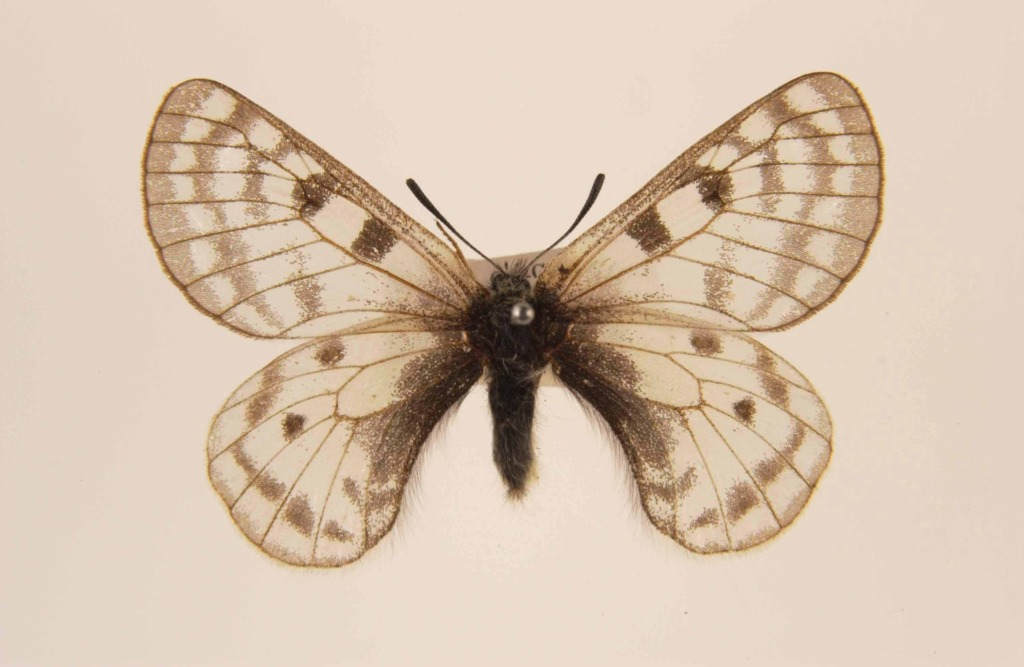
Parnassius simonius
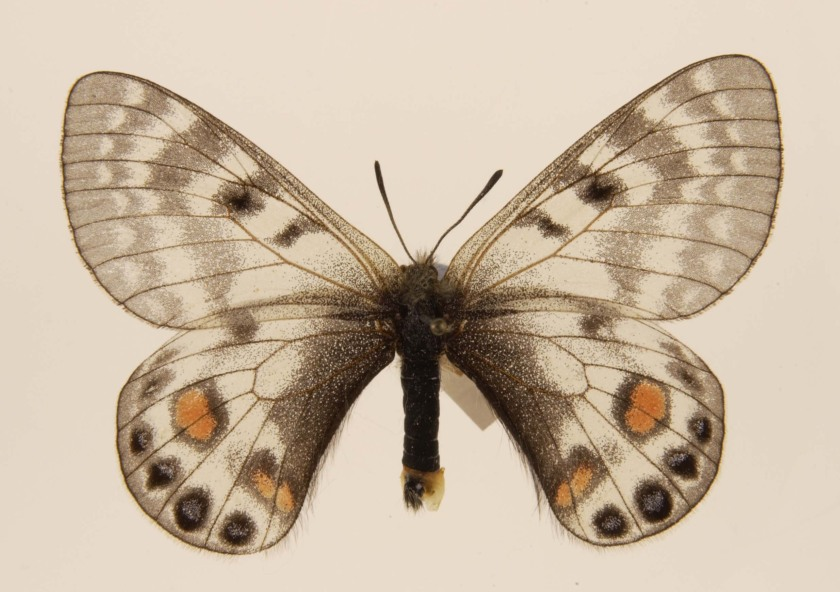
Parnassius stoliczkanus atkinsonii
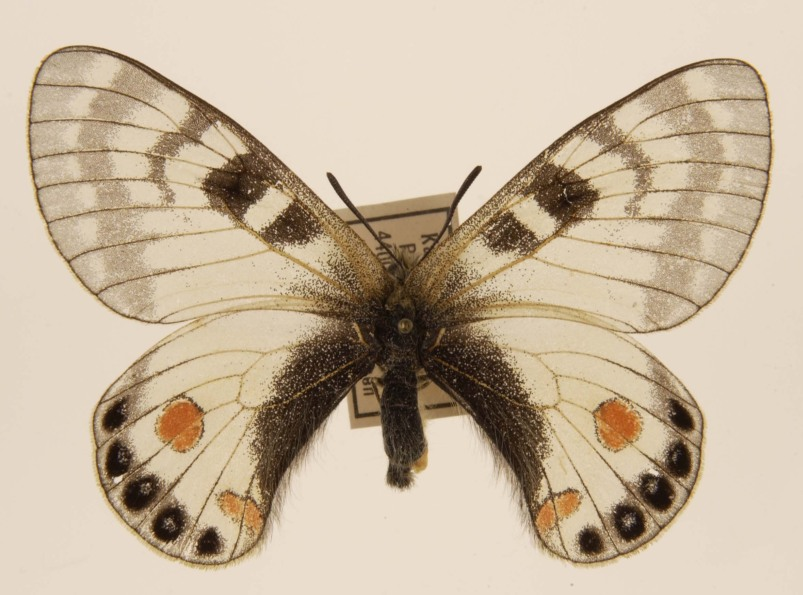
Parnassius stoliczkanus nicevilli
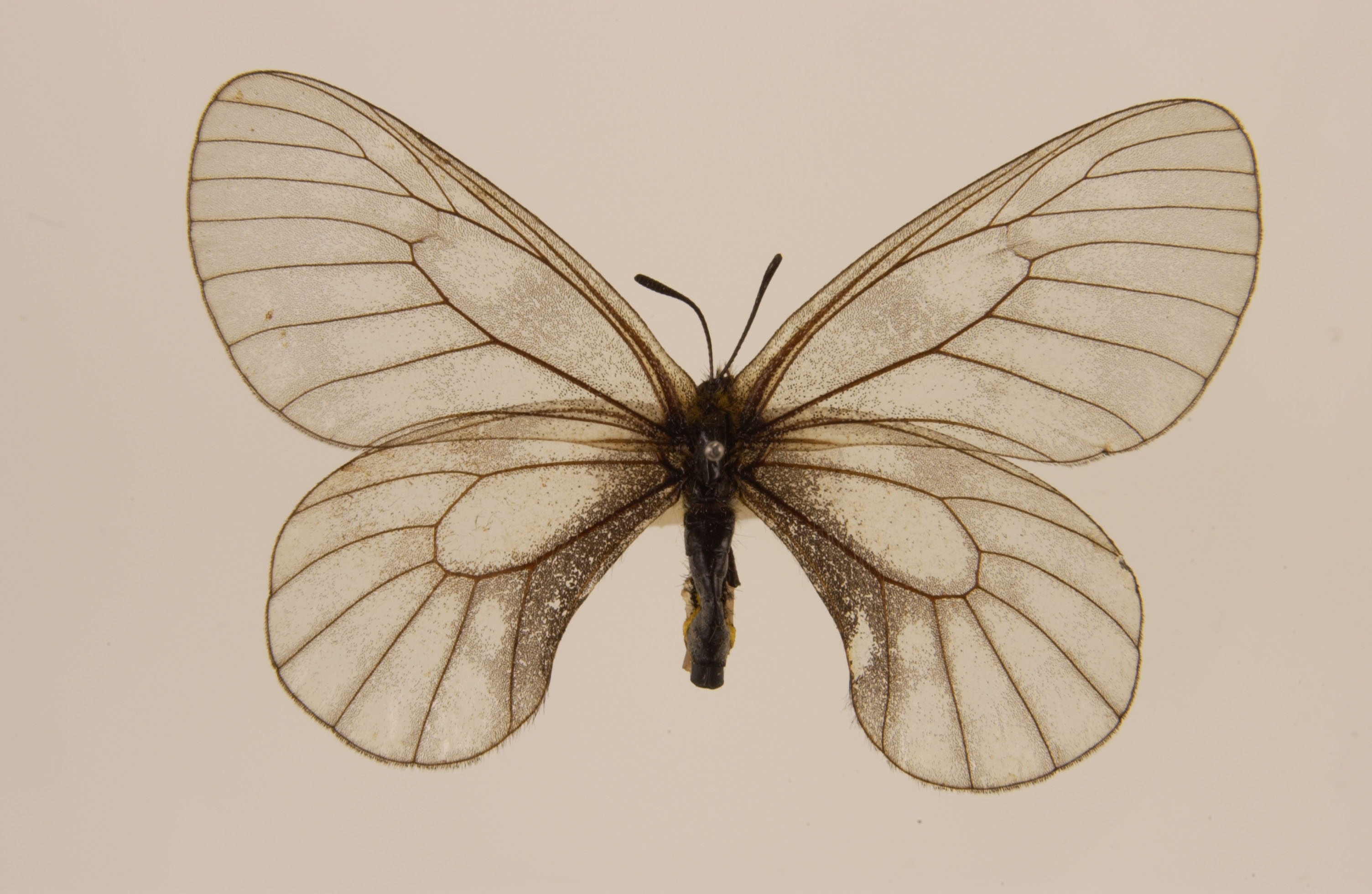
Parnassius stubbendorfi
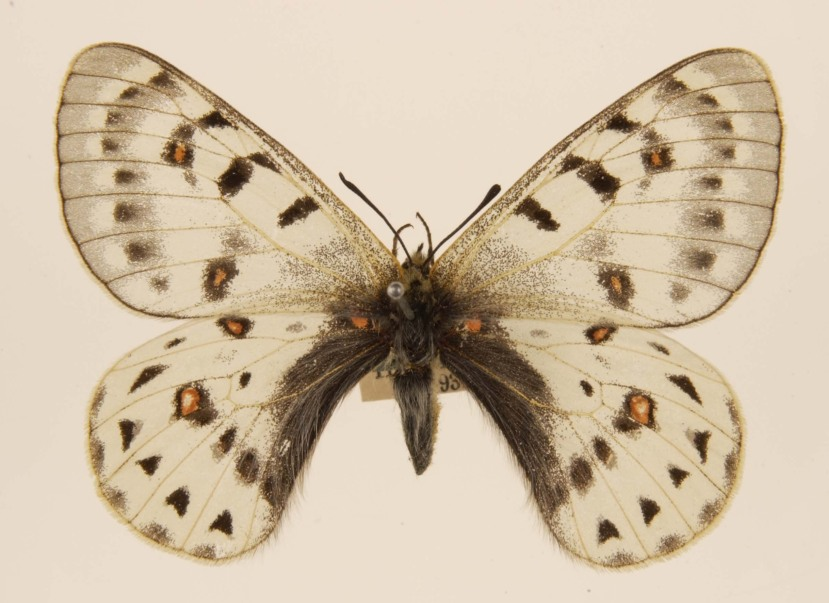
Parnassius tenedius